# NGC 5278
NGC 5278 é uma galáxia espiral (Sb/P) localizada na direcção da constelação de Ursa Major. Possui uma declinação de +55° 40' 14" e uma ascensão recta de 13 horas, 41 minutos e 39,9 segundos.
A galáxia NGC 5278 foi descoberta em 14 de Abril de 1789 por William Herschel.